# Assonval
Assonval is een dorp in de Franse gemeente Renty in het departement Pas-de-Calais. Assonval ligt in het zuiden van de gemeente, twee kilometer ten zuiden van het dorpscentrum van Renty.

## Geschiedenis
Oude vermeldingen van de plaats dateren uit de 12de eeuw als Azunval en Assonval. De kerk van Assonval was een hulpkerk van Verchocq.
Op het eind van het ancien régime werd Assonval een gemeente. In 1822 werd de gemeente (195 inwoners in 1821) al opgeheven en aangehecht bij de gemeente Renty (662 inwoners in 1821).

## Bezienswaardigheden
- De Église Saint-Bertulphe.